# Raoul Hyman
Raoul Joshua Hyman (Durban, Sudáfrica; 12 de mayo de 1996) es un piloto de automovilismo sudafricano. Fue integrante del Equipo Júnior de Sauber. En 2018 fue campeón de la F3 Asiática, y del Campeonato de Fórmula Regional de las Américas en 2022.
En 2023 será piloto titular de B-Max Racing en el Campeonato de Super Fórmula Japonesa.

## Carrera
Hyman comenzó su carrera de automovilismo en karting en 2008. Ese año se convirtió en novato del año en la clase Mini Max del campeonato sudafricano de karts, mientras que un año después se convirtió en campeón de esta clase. En 2010 terminó noveno en la clase Junior Max del Campeonato Nacional de Sudáfrica Kota Rotax Max Challenge y terminó tercero en la clase Junior ROK de la Final Internacional de la Bridgestone Cup. En 2011 se mudó a Europa y se convirtió en el novato del año en la categoría Junior Rotax del Campeonato Nacional Británico Super 1. En 2012, terminó tercero en este campeonato y se clasificó para la Gran Final del Rotax Max Challenge, en el que terminó decimoséptimo.
En 2013, Hyman cambió a los monoplazas e hizo su debut en el nuevo Campeonato BRDC de Fórmula 4. Para el equipo HHC Motorsport, logró cuatro puestos en el podio en Brands Hatch, el Snetterton y Oulton Park y terminó séptimo en el campeonato con 290 puntos.
En 2014, Raoul continuó conduciendo en la F4 BRDC para HHC. En la primera carrera en Silverstone ganó su primera victoria en el campeonato y agregó tres victorias más a Brands Hatch, Donington Park y Snetterton. Fue, junto con su compañero de equipo Sennan Fielding y el dúo de Lanan Racing George Russell y Arjun Maini, hasta la carrera final en la batalla por el campeonato y finalmente terminó tercero detrás de Russell y Maini en el campeonato con 465 puntos.
En 2015, Hyman se mudó al Campeonato Europeo de Fórmula 3, donde compitió junto a Fabian Schiller por el Team West-Tec. Terminó cuatro veces en el top 10, con un sexto lugar en el Autodromo Nazionale di Monza como el mejor resultado. Finalmente terminó 21.º en el campeonato con 14.5 puntos.
Para la temporada siguiente, cambió al equipo Carlin. Después del primer fin de semana de carrera en Paul Ricard, en el que anotó un punto de campeonato con el décimo lugar, dejó la clase. Luego de esto, corrió un fin de semana más en el Campeonato Británico de Fórmula 3 BRDC con su antiguo equipo HHCdurante el segundo evento en Brands Hatch, en el que logró 15 puntos con el séptimo lugar.
En 2017, el sudafricano hizo el cambio a la GP3 Series, donde jugó para el equipo Campos Racing. Ya en su cuarta carrera en el Red Bull Ring, logró su primera victoria en el campeonato después de tres resultados entre los 10 primeros. En el resto de la temporada, solo anotó puntos una vez durante una carrera y terminó la temporada en el puesto 13 con 27 puntos.
En 2018, comenzó a competir en Asia, haciendo su debut en el nuevo Campeonato Asiático de F3 con Dragon HitechGP. Solo ganó una carrera en el Circuito Internacional de Ningbó, pero debido a que su compañero de equipo Jake Hughes, quien ganó nueve carreras, no participó en todos los fines de semana, se convirtió en el primer campeón de la clase con 227 puntos, con solo dos por delante de Hughes.
En 2019, Hyman comenzó la temporada en la Toyota Racing Series de Nueva Zelanda, donde corrió para el equipo Giles Motorsport. No ganó ninguna carrera, pero estuvo en el podio cuatro veces, terminando cuarto en la clasificación final con 270 puntos detrás de Liam Lawson, Marcus Armstrong y Lucas Auer. Luego regresó a Europa para participar en el nuevo Campeonato de Fórmula 3 de la FIA con el Sauber Junior Team by Charouz. En este campeonato sumó dos puntos, menos que sus dos compañeros de equipo.

## Resumen de carrera
| Temporada | Categoría                                      | Equipo                        | Carreras     | Victorias    | Poles        | VR           | Podios       | Puntos       | Pos.         |
| --------- | ---------------------------------------------- | ----------------------------- | ------------ | ------------ | ------------ | ------------ | ------------ | ------------ | ------------ |
| 2013      | Campeonato BRDC de Fórmula 4                   | HHC Motorsport                | 24           | 0            | 0            | 0            | 4            | 289          | 7.º          |
| 2014      | Campeonato BRDC de Fórmula 4                   | HHC Motorsport                | 24           | 4            | 2            | 3            | 11           | 465          | 3.º          |
| 2015      | Campeonato Europeo de Fórmula 3 de la FIA      | Team West-Tec F3              | 32           | 0            | 0            | 0            | 0            | 14,5         | 21.º         |
| 2016      | Campeonato Europeo de Fórmula 3 de la FIA      | Carlin                        | 3            | 0            | 0            | 0            | 0            | 1            | 22.º         |
| 2016      | Campeonato BRDC de Fórmula 3                   | HHC Motorsport                | 3            | 0            | 0            | 0            | 0            | 15           | 27.º         |
| 2017      | GP3 Series                                     | Campos Racing                 | 15           | 1            | 0            | 0            | 1            | 27           | 13.º         |
| 2017      | Eurofórmula Open                               | Campos Racing                 | 2            | 0            | 1            | 0            | 1            | 28           | 13.º         |
| 2018      | Campeonato Asiático de F3                      | Hitech GP                     | 15           | 1            | 0            | 2            | 11           | 227          | 1.º          |
| 2019      | Campeonato de Fórmula 3 de la FIA              | Sauber Junior Team by Charouz | 16           | 0            | 0            | 0            | 0            | 2            | 22.º         |
| 2019      | Toyota Racing Series                           | Giles Motorsport              | 15           | 0            | 1            | 0            | 4            | 268          | 4.º          |
| 2022      | Campeonato de Fórmula Regional de las Américas | TJ Speed Motorsports          | 18           | 11           | 6            | 12           | 16           | 362          | 1.º          |
| 2022      | Indian Racing League                           | Goa Aces                      | 1            | 0            | 0            | 0            | 0            | 0            | NC           |
| 2023      | Campeonato de Super Fórmula Japonesa           | B-Max Racing                  | 9            | 0            | 0            | 0            | 0            | 0            | 25.º         |
| 2023      | Indian Racing League                           | Goa Aces                      | 3            | 2            | 1            | 3            | 3            | 87           | 1.º          |
| 2024      | Indian Racing League                           | Goa Aces                      | Disputándose | Disputándose | Disputándose | Disputándose | Disputándose | Disputándose | Disputándose |
| Fuente:   |                                                |                               |              |              |              |              |              |              |              |

## Resultados

### Campeonato Europeo de Fórmula 3 de la FIA
(Clave) (negrita indica pole position) (cursiva indica vuelta rápida)

| Año      | Escudería        | Motor      | 1        | 2        | 3        | 4         | 5        | 6        | 7        | 8        | 9        | 10      | 11       | 12       | 13       | 14      | 15        | 16        | 17       | 18       | 19       | 20       | 21       | 22       | 23       | 24       | 25       | 26        | 27       | 28       | 29       | 30        | 31        | 32        | 33       | Pos. | Puntos |
| -------- | ---------------- | ---------- | -------- | -------- | -------- | --------- | -------- | -------- | -------- | -------- | -------- | ------- | -------- | -------- | -------- | ------- | --------- | --------- | -------- | -------- | -------- | -------- | -------- | -------- | -------- | -------- | -------- | --------- | -------- | -------- | -------- | --------- | --------- | --------- | -------- | ---- | ------ |
| 2015     | Team West-Tec F3 | Mercedes   | SIL 1 19 | SIL 2 27 | SIL 3 28 | HOC 1 Ret | HOC 2 13 | HOC 3 16 | PAU 1 16 | PAU 2 22 | PAU 3 26 | MNZ 1 6 | MNZ 2 10 | MNZ 3 12 | SPA 1 30 | SPA 2 8 | SPA 3 Ret | NOR 1 Ret | NOR 2 18 | NOR 3 18 | ZAN 1 14 | ZAN 2 14 | ZAN 3 11 | RBR 1 11 | RBR 2 11 | RBR 3 14 | ALG 1 19 | ALG 2 Ret | ALG 3 18 | NÜR 1 16 | NÜR 2 19 | NÜR 3 Ret | HOC 1 Ret | HOC 2 Ret | HOC 3 10 | 21.º | 14.5   |
| 2016     | Carlin           | Volkswagen | LEC 1 18 | LEC 2 10 | LEC 3 13 | HUN 1     | HUN 2    | HUN 3    | PAU 1    | PAU 2    | PAU 3    | RBR 1   | RBR 2    | RBR 3    | NOR 1    | NOR 2   | NOR 3     | ZAN 1     | ZAN 2    | ZAN 3    | SPA 1    | SPA 2    | SPA 3    | NÜR 1    | NÜR 2    | NÜR 3    | IMO 1    | IMO 2     | IMO 3    | HOC 1    | HOC 2    | HOC 3     |           |           |          | 22.º | 1      |
| Fuentes: |                  |            |          |          |          |           |          |          |          |          |          |         |          |          |          |         |           |           |          |          |          |          |          |          |          |          |          |           |          |          |          |           |           |           |          |      |        |

### GP3 Series
(Clave) (negrita indica pole position) (cursiva indica vuelta rápida puntuable)

| Año  | Escudería     | 1   | 1   | 2   | 2   | 3   | 3   | 4   | 4   | 5   | 5   | 6   | 6   | 7   | 7   | 8   | 8   | Pos. | Puntos | Ref.  |
| ---- | ------------- | --- | --- | --- | --- | --- | --- | --- | --- | --- | --- | --- | --- | --- | --- | --- | --- | ---- | ------ | ----- |
| 2017 | Campos Racing | BAR | BAR | SPI | SPI | SIL | SIL | BUD | BUD | SPA | SPA | MNZ | MNZ | JER | JER | YMC | YMC | 13.º | 27     | [ 5 ] |
| 2017 | Campos Racing | 8   | 7   | 8   | 1   | 16  | 11  | 14  | 7   | 14  | 10  | 11  | C   | 19  | 15  | 13  | 11  | 13.º | 27     | [ 5 ] |

### Campeonato de Fórmula 3 de la FIA
(Clave) (negrita indica pole position) (cursiva indica vuelta rápida puntuable)

| Año  | Escudería                     | 1   | 1   | 2   | 2   | 3   | 3   | 4   | 4   | 5   | 5   | 6   | 6   | 7   | 7   | 8   | 8   | Pos. | Puntos | Ref.  |
| ---- | ----------------------------- | --- | --- | --- | --- | --- | --- | --- | --- | --- | --- | --- | --- | --- | --- | --- | --- | ---- | ------ | ----- |
| 2019 | Sauber Junior Team by Charouz | BAR | BAR | LEC | LEC | SPI | SPI | SIL | SIL | BUD | BUD | SPA | SPA | MNZ | MNZ | SOC | SOC | 22.º | 2      | [ 6 ] |
| 2019 | Sauber Junior Team by Charouz | 21  | Ret | 17  | 13  | 19  | 16  | Ret | 18  | 22  | 25  | 26  | Ret | 15  | 17  | 9   | 13  | 22.º | 2      | [ 6 ] |

### Campeonato de Super Fórmula Japonesa
(Clave) (negrita indica pole position) (cursiva indica vuelta rápida)

| Año  | Escudería    | 1    | 1    | 2    | 3   | 4   | 5    | 6   | 7    | 7    | Pos. | Puntos | Ref.  |
| ---- | ------------ | ---- | ---- | ---- | --- | --- | ---- | --- | ---- | ---- | ---- | ------ | ----- |
| 2023 | B-Max Racing | FUJ1 | FUJ1 | SUZ1 | AUT | SUG | FUJ2 | MOT | SUZ2 | SUZ2 | 25.º | 0      | [ 7 ] |
| 2023 | B-Max Racing | 16   | 18   | 18   | 17  | 18  | Ret  | 15  | 21   | 18   | 25.º | 0      | [ 7 ] |